# Philortyx fasciatus
El colín bandeado o codorniz listada (Philortyx fasciatus) es una especie de ave galliforme de la familia Odontophoridae endémica de México. Es la única representante del género Philortyx. No se reconocen subespecies.

## Descripción
Es una codorniz pequeña, de 17 a 21 cm, de color pardo claro en la cabeza, cuello y espalda, mientras que el vientre es blanco con barras negras perpendiculares al eje del ave. La espalda tiene un patrón de manchas negras en forma de escamas. Tiene una cresta recta hacia atrás, con la punta roja.
No hay diferencia significativa entre machos y hembras. Los individuos inmaduros tienen la cara y la garganta negras en temporada invernal; el resto del año el plumaje es similar al de los adultos.

## Distribución y hábitat
Habita en el centro y sur de México, desde Jalisco hasta Puebla por el oriente y hasta Guerrero por el sur. Vive en matorrales de zonas subtropicales, tropicales o semiáridas. También llega a aparecer en terrenos de cultivo.